# Václav Cemper
Podporučík Václav Cemper (13. července 1911 Skryje – 28. února 1944 Chust, Podkarpatská Rus) byl československý voják, příslušník československého protinacistického odboje za 2. světové války, velitel výsadkové skupiny Meško.

## Život
Narodil se 13. července 1911 v obci Skryje u Golčova Jeníkova, narodil se do mlynářské rodiny. V roce 1915 mu zemřel otec na zápal plic, matka se provdala za mlynáře z Chotěboře. Po absolvování měšťanské školy se vyučil zámečníkem. Maturitu si doplnil na obchodní akademii v Hradci Králové. Ve Skryjích má umístěnou pamětní desku, na které je uvedeno , že byl inženýrem. Podle vojenských záznamů se sám v říjnu roku 1940 přihlásil do Rudé armády.
V roce 1943 se účastnil jako velitel výsadkové operace Meško. Skupina v Československu prováděla sabotáže, komunikovala také s jinými odbojovými skupinami a posílala šifrované zprávy do ústředí Rudé armády. 28. února 1944 byla akce prozrazena, budova obklíčena jednotkami maďarské armády a policie a v boji celá skupina padla.